# Chondrostega tingitana
Pour les articles homonymes, voir Tingitane.
Espèce
La tingitane (Chondrostega tingitana) est une espèce de lépidoptères (papillons) appartenant à la famille des Lasiocampidae. Son nom vient de la région de la Maurétanie tingitane.
- Répartition : Maroc.

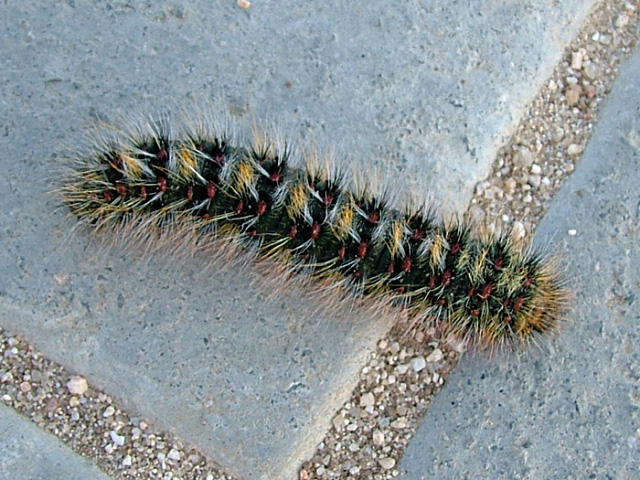
Chenille de Chondrostega vandalicia, une espèce proche.

- Envergure du mâle : de 13 à 15 mm.
- Période de vol : d’août à novembre jusqu’à 1 600 m.
- Plantes-hôtes : céréales, Astragalus, Raphanus, Capsella et malvacées.

## Source
- P. C. Rougeot et P. Viette, Guide des papillons nocturnes d'Europe et d'Afrique du Nord, Delachaux et Niestlé, Lausanne, 1978.